# بیمارستان کیش
 بیمارستان کیش  واقع در بخش کیش شهرستان بندر لنگه در استان هرمزگان در جنوب ایران است. این بیمارستان در شهر شهر کیش واقع شده و بیمارستان منطقه آزاد، درمانی است.

## تأسیس
بيمارستان كيش از سال 1372 آغاز به كار نموده است ، فاز 3 اين بيمارستان در سال 1392 افتتاح و ظرفيت بيمارستان از 32 تخت به 64 تخت افزايش پيدا كرد.
اين بيمارستان در جزيره زيباي كيش با هدف ارائه خدمت به بوميان و ساكنين و گردشگران تآسيس گرديد . از سال 1392  هدف و رويكرد بيمارستان به سمت گردشگري سلامت با توجه به پتانسيل هاي بالقوه اين جزيرۀ زيبا پايه ريزي گرديد .

## تخصصها
تخصصها وبخش‌های موجود در این بیمارستان عبارت‌اند از:
- قلب و عروق
- داخلی
- جراحی
- ارولوژی
- بخش بستری داخلی مجهز به اتاق های VIP
- زنان و زایمان
- کودکان و نوزادان
- بخش بستری ایزوله تنفسی
- بخش بستری بیماری های تنفسی
- اورژانس
- بخش، CCUوICU
- آزمایشگاه شبانه روزی
- تصویربرداری دیجیتال
- مرکز ام آر آی
- داروخانه شبانه روزی
- کلینیک بیماری های گوارش و کبد